# 郑和航海图

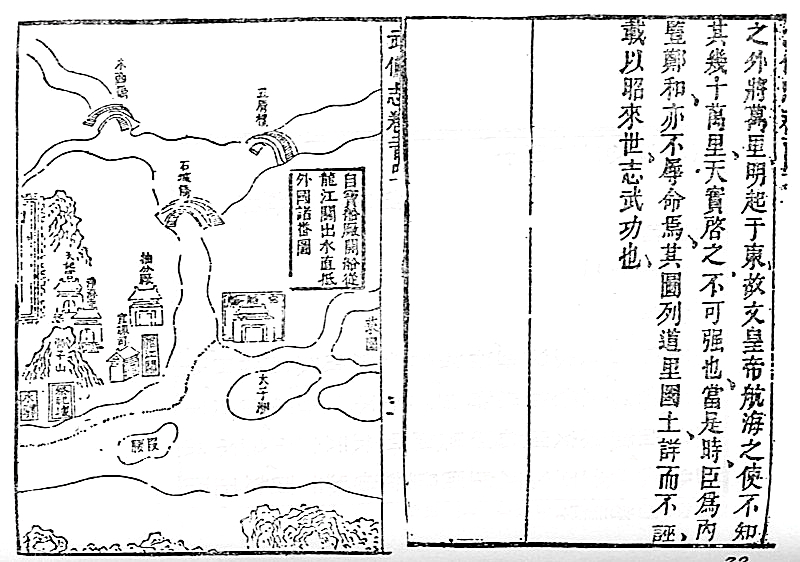
郑和航海图第一页

《郑和航海图》（全名《自宝船厂开船从龙江关出水直抵外国著番图》），原载明茅元仪编《武备志》卷二百四十。《郑和航海图》又称《茅坤图》（Mao Kun map）。《武备志》成书于明崇祯元年（1628年），而所收入的《郑和航海图》，据一些学者研究，应该是郑和下西洋时所绘制发给郑和船队上的舟师的航海图，根据如下：
1. 茅元仪序言中有字句：“当是时，臣为内监郑和，亦不辱命，其图列道里国土……载以昭来世，志武功也”。
2. 曾在明宣德六年（1431年）至宣德八年（1433年）下西洋的巩珍在宣德九年（1434年）所写的《西洋番国志·自序》中写道：下西洋前预先到福建广东浙江招募有出海经验的船员，“用作船师，乃以针经图式付与领执，专一料理，事大责重，岂容怠忽”。《郑和航海图》正是这样的针经图式。

学者徐玉虎更将《郑和航海图》绘制的时间，定为1425年至1430年间。原因如下：
1. 航海图第一页有静海寺，此寺建成于明洪熙元年（1425年），可见航海图制作在1425年之后。
2. 明宣德五年（1430年）郑和第七次下西洋，命一队船从古里拔都它港出发前往天方国。然而《航海图》中没有拔都它港，可见航海图绘制在1430年前[1]。

## 内容
《郑和航海图》共20页航海地图、109条针路航线和4幅过洋牵星图，航海地图高20.3厘米，全长560厘米，包含500个地名。

### 航海地图

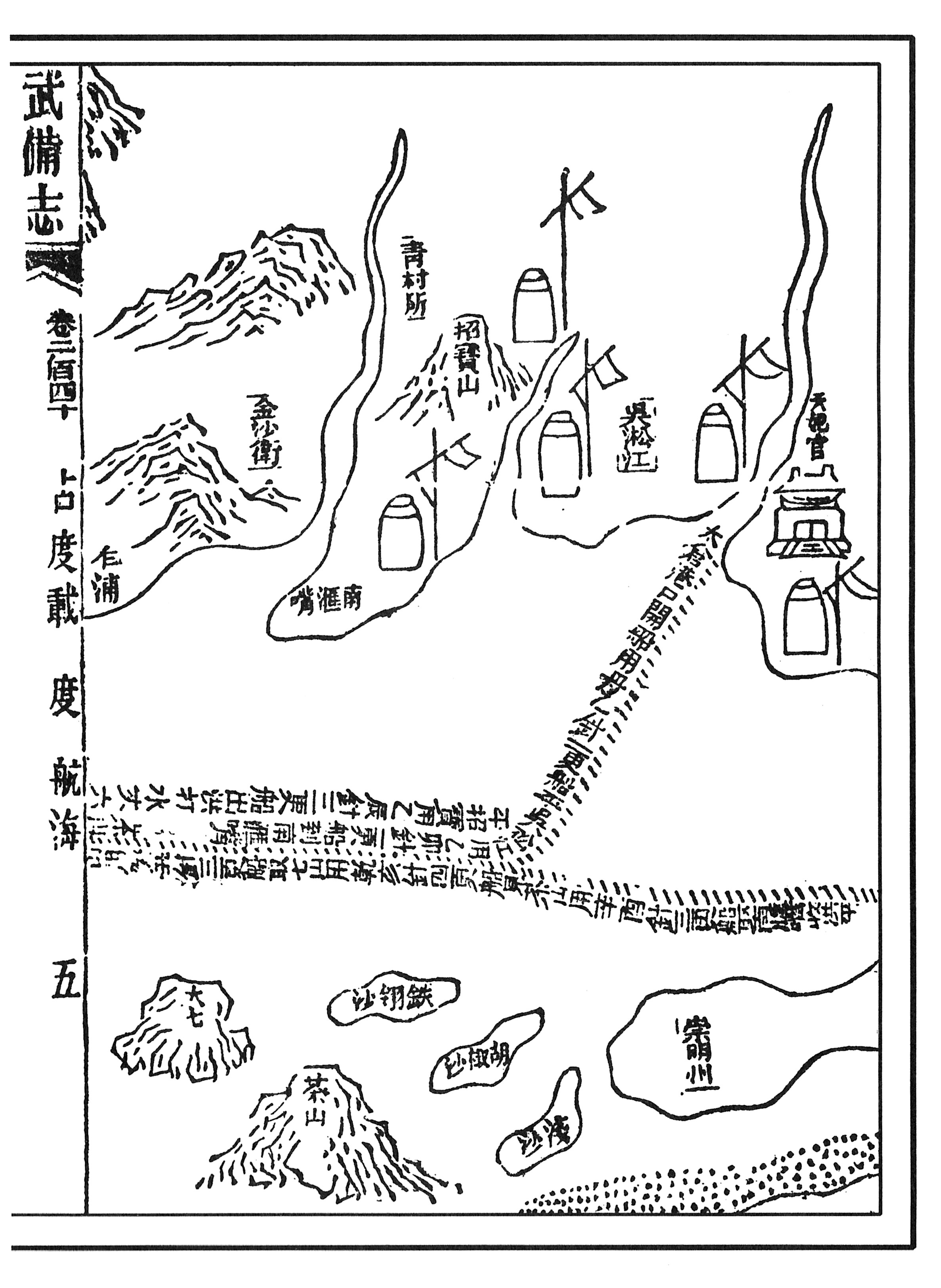
郑和航海图五针路

- 第2页：自宝船厂开船从龙江关出水图，上有宝船厂、静海寺、天妃宫、天地坛
- 第3页：沿长江东航经过皇城、钟山、龙谭、观音门、燕子集、瓜州、金山、大港、焦山、镇江
- 第4页：沿长江东航经过东鞋山、江阴、香山、龙王庙、天妃宫、巡司、蔡港、白茅港、太仓卫
- 第5页：吴淞江、天妃宫、崇明州、茶山、召宝山、南汇、金沙卫、乍浦、海宁卫、灵山卫、昌国所、普陀山
- 第6页：大磨山、双屿门、东屿、东厨、大面山、郭巨千户所、大嵩千户所、东门山、三母山、焦山
- 第7页：松门卫、大尖经、钱山、中界山、石塘、虎斗、黄山、温州卫、平阳卫
- 第8页：虎礁、壮士千户所、满门千户所、芙蓉山、洪山、龟屿、大金门
- 第9页：古山、福建布政司、五虎山、长乐、南山寺、东沙、乌邱山、平海卫、兴化府
- 第10页：泉州卫、崇武所、漳州、平湖屿、大甘、东莞、大奚山、佛堂門、
- 第11页：南海卫、广东、雷州、高州、廉州、琼州府、七洲、石塘、石星石塘、钦州、交洋、福州
- 第12页：占城国、新洲港、洋屿、小弯、赤坎、大弯
- 第13页：占腊国、竹里木、八开港、铜鼓山、万年屿、佛山、暹罗国、笔架山、十二子山、假里马达
- 第14页：赤坎、马鞍山、佛山、海门山、石礁、狼西加、孫姑那 、吉蘭丹港、长腰屿、丁家下路、爪哇。
- 第15页：龙牙门、旧港、答那溪屿、淡马锡、彭杭、琵琶屿、凉伞屿、长腰屿、甘巴门、甘巴港
- 第16页：白沙、射箭山、满剌加、官厂、沙糖礁、鸡骨屿、龙牙加儿山、龙牙加儿山港、金屿
- 第17页：班卒、槟榔屿、龙牙交椅、古力由不洞、单屿、亚路、苏门答剌、官厂。
- 第18页：八都马、打歪山、虎尾礁、龙涎屿 花面
- 第19页：榜葛剌、竹牌礁、锡兰山、门肥赤、小葛兰、高朗务、慢巴撒、麻林地。
- 第20页：柯枝国、 古里国、乌里舍城、木骨都束
- 第21页：左法儿、阿胡那、八思尼、木克郎、克瓦塔儿、苦思答儿、古里牙。
- 第21页：苦碌麻剌、忽鲁谟斯

### 针路航线
109条针路，例如：
- 太仓港口开船，用丹乙针（105°），一更，平吴淞江。（郑和航海图五）
- 从苏门答剌开船，用乾戌针（307.5°），十二更，船平龙涎屿。
- 官屿溜用庚酉针（262.5°），一百五十更，船收木骨都束。

### 过洋牵星图
- 四幅过洋牵星图:

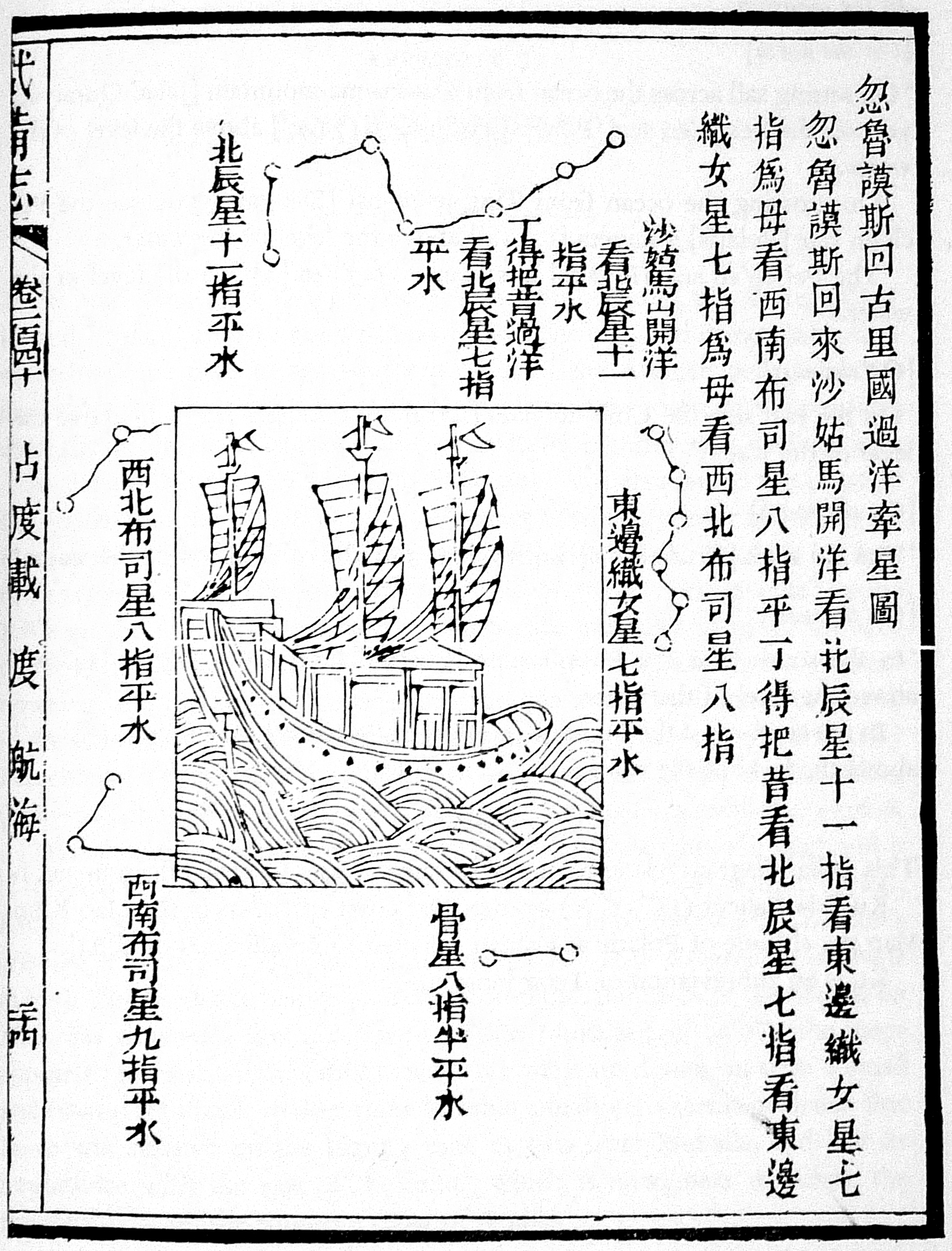
忽鲁谟斯国回古里国过洋牵星图

1. 丁得把昔到忽鲁谟斯：从印度代奥格尔（Deogarh）到忽鲁谟斯；用北辰星、织女星、灯笼骨星定位。
2. 锡兰山回苏门答剌过洋牵星图：用北辰星、织女星、华盖星、灯笼骨星定位。
3. 龙涎屿往锡兰过洋牵星图
4. 忽鲁谟斯国回古里国过洋牵星图。

“忽鲁谟斯回来沙姑马开洋，看北辰星十一指（水平线上 17度36分），看东边织女星七指（水平线上 11度12分）为母，看西南布司星八指（水平线上 12度48分）平丁得把昔，看北辰星七指，看东边织女星七指為母，看西北布司星八指。沙姑马开洋看北辰星十一指（水平线上 17度36分）平水。丁得把昔过洋看北辰星七指平水。

## 历史
《武备志》中《郑和航海图》在中国默默无闻二百多年。1885年英国学者乔治·菲立浦 (George Philips) 在所著论文《印度和锡兰的海港》中首次将郑和航海图复制，并考证了其中一百多个地名。从此《郑和航海图》才引起学者门注意和研究。先后研究《郑和航海图》的学者有伯希和、兑温达、向达、密尔斯等；兑温达提议称《郑和航海图》为《茅坤图》（Mao Kun map），得名自茅元仪的祖父茅坤，此种命名认为茅元仪此图是传承自其祖父。